# جيش الأمة (قطاع غزة)
جيش الأمة السلفي في بيت المقدس، المعروف أيضا باسم جيش الأمة في أكناف بيت المقدس ومعروف سابقا بأسم جيش الأمة فقط، هي منظمة فلسطينية و‌سلفية جهادية مقرها قطاع غزة. وتدعم الجماعة تنظيم القاعدة.
يخلط الكثرين بينها وبين جيش الأمة الذي تاسس في 2006 معتبرين بأنها نفس جماعة الا ان جيش الأمة السلفي أعلن بانه نتاج اندماج بين جيش الأمة وتنظيم ائتلاف الشباب السلفي – فلسطين في 2012

## تاريخ
صرح أعضاء جيش الأمة ( قبل اندماج) أن جماعتهم تأسست في عام 2005.ومنذ تأسيسها، ركزت الجماعة في معظمها على إطلاق صواريخ ومتفجرات أخرى على الأراضي الإسرائيلية.
وفي 2008 عقد جيش الأمة اول موتر صحفي في محافظة خانيونس وأعلنه انهم سيقضون على رئيس امريكا حينها جورج بوش وحالفه في دول عربية والمسلمة وصرح جيش الأمة بعدم وجود مصلحة في زيارة جورج إلى شرق الأوسط وأعلن رفضهم لوجود قوات فصل اشتباك دولية في قطاع وصرح بان لهم قوات في الضفة الغربية والقدس ودعاه الفضائل الفلسطينية إلى حل الخلاف عبرا احتاكم إلى القران الكريم وان حل خلاف لن يكون عبرا إيران او أمريكا وفي ختام أقام الجيش عرض عسكري لقواته
وفي 2009 دعا جيش الأمة حركة فتح وحركة حماس إلى انضمام إلى جيش الأمة
وبعد الاندماج قاتل جيش الأمة في بيت المقدس في نزاع غزة-إسرائيل عام 2012 و‌حرب غزة ضد إسرائيل عام 2014. وصولا إلى مشاركة في معركة طوفان الأقصى في 2023.
وبتاريخ 2019 تم إجراء مقابلة الحركة وصرحت الحركة بأن جيش الأمة وتنظيم ائتلاف الشباب السلفي – فلسطين في 2012 اندمجه ليصبحه "جيش الأمة في بيت المقدس" ومع تغيير في هيكلة الحركة وقيادات وصرحت الحركة بأنها لم تبايع اي تنظيم وتراى في تنظيم الدولة الإسلامية تنظيم منحرف وتراى تنظيم القاعدة بانه تنظيم مستقيم ولكن إضافت ايضا معظم الجماعات السلفية في قطاع غزة تدعم تنظيم الدولة وتراى بان تنظيم القاعدة منحرف
واضافة الحركة بانه علاقتها مع حكومة حماس في قطاع غزة ولكن علاقة مع الحركة نفسها أقل تواتر وتارة تكون علاقة جيدة وقالت بأنها لا تكفر حركة حماس ولا حركة الجهاد الإسلامي وانتقدت قيام حماس باعتقال زعميها 5 مرات واعتقال آخرين من قواتها.
وأضاف بان حركة حماس صادرات صواريخ وأسلحة تخصهم ولم تقوم براجعها رغم طلبهم براجعها وقال بان جيش الأمة دعم الثورة السورية بالمال والدعم اللوجستي وتصنيع الصواريخ والعبوات وتقديم التدريب والإرشادات والتوجيهات اللازمة

## قائمة العمليات ضد إسرائيل
- : 29/10/2007 اعلنت كتائب شهداء الأقصى في فلسطين - مجلس شورى مجموعات الشهيد أيمن جودة، الجناح العسكري لحركة فتح- وجيش الأمة - بيت المقدس- ، مساء امس، مسئوليتهما المشتركة عن إطلاق قذيفتي هاون عيار 60 ملم على تجمع الدبابات الاسرائيلية خلف معبر المنطار شرق مدينة غزة[10]
- 20/11/2007 تبنى جيش الأمة قصف سديروت بصاروخ من نوع القعقاع[11]
- 26/12/2007 تبنى جيش الأمة استهداف برج مراقبة في الموقع العسكري "ميغن" بقذيفة "أر بي جي" من نوع كوبرا شرق دير البلح.[12]
- 15/01/2008 تبنى جيش الأمة استهداف دبابة إسرائيلية في منطقة الزيتون شرق مدينة غزة بقذيفة ار بي جي.[13]
- 16/02/2008 تبنى جيش الأمة قصف موقع كيسوفيم العسكري بصاروخين فجر.[14]
- 26/03/2008 تبنى جيش الأمة إطلاق صاروخ من طراز "القعقاع" باتجاه عسقلان والاشتباك مع قوات بالقرب من موقع كيسوفيم[15]
- 28/03/2008 تبنى جيش الأمة قنص ثلاثة جنود إسرائيليين جنوب موقع كيسوفيم شرق بلدة القرارة.[16]
- 04/04/2008 تبنى جيش الأمة قنص مزارعين إسرائيليين شرق بلدة القرارة شرقي مدنية خان يونس جنوب قطاع غزة[17]
- 24/09/2009 تبنى جيش الأمة وجند أنصار الله إطلاق صاروخ على النقب الغربي في محيط عسقلان.[18]
- 30/01/2009 تبنى جيش الأمة اطلاق صاروخ من نوع "القعقاع" تجاه تجمع للاليات العسكرية الاسرائيلية في منطقة الاحراش شرق حي الزيتون شرق غزة.[19]
- 31/10/2010 أعلن جيش الأمة فجر يوم الأحد مسؤوليته عن إطلاق صاروخ على موقع ناحل عوز شرق مدينة غزة.[5]
- 21/11/2012 في أعلن جيش الأمة في بيت المقدس أنه إطلاق 19 صاروخ خلال الحرب على غزة 2012[20]
- 21/08/2014 أبان الحرب على غزة 2014 نشر جيش الأمة في بيت المقدس مشاهد قصف بالصواريخ وقذائف الهاون واغتنم عدد من غنائم[21]
- وفي عام 2019، أعلنت الجماعة مسؤوليتها عن هجوم على إسرائيل.[22]
- في 10 مايو 2021 وأثناء معركة سيف القدس أعلن جيش الأمة في بيت المقدس بانه أول فصيل يطلق صواريخ على إسرائيل رد الاعتداءات الأخيرة في مسجد الأقصى[18]
- في 16 مايو 2021 أعلن جيش الأمة في بيت المقدس قصف مستوطنة "شاعر هنيغيف" برشقة صاروخية من عيار 107[17]
- وفي 8 ديسمبر 2023 أعلن جيش الأمة في بيت المقدس مشاركته في عملية طوفان الأقصى[23]

## تاييد الثورة السورية
بتاريخ 22/04/2011 اعلن جيش الامة تاييده للثورة وندد بالمجازر في حمص وحماة وكما دعا السوريين الالتفاق حول أهل العلم والصلاح الذين يعرفونهم ويثقون بهم

### الأعمال المستشهد بها
- Berti، Benedetta (2010). "Salafi-Jihadi Activism in Gaza: Mapping the Threa" (PDF). CTC Sentinel. West Point, New York: Combating Terrorism Center. ج. 3 ع. 5: 5–9. مؤرشف من الأصل (PDF) في 2022-10-30.